# Hary Susanto
Hary Susanto (1975) es un deportista indonesio que compitió en bádminton adaptado. Ganó una medalla de oro en los Juegos Paralímpicos de Tokio 2020 en la prueba de dobles mixto (clase SL3-SU5).

## Palmarés internacional
| Juegos Paralímpicos | Juegos Paralímpicos | Juegos Paralímpicos | Juegos Paralímpicos  |
| Año                 | Lugar               | Medalla             | Prueba               |
| ------------------- | ------------------- | ------------------- | -------------------- |
| 2020                | Tokio (Japón)       | Medalla de oro      | Dobles SL3-SU5 mixto |